# Busō Shinki
Busō Shinki (武装神姫?, Busō Shinki, lett. "Principessa dall'armamento divino") è una linea di action figure prodotte dalla Konami Digital Entertainment.
I prodotti di questa linea sono caratterizzati da una grande snodabilità e dalla vasta gamma di parti intercambiabili. Ogni figura è inoltre collegata ad un elemento di gioco online e molte di loro sono state disegnate da celebri artisti giapponesi.  Benché la maggior parte dei prodotti della linea sono stati commercializzati esclusivamente in Giappone, alcuni pezzi hanno avuto una limitata distribuzione negli Stati Uniti. Al 2012 tutti i prodotti della linea rappresentano figure femminili.
Dalla serie sono stati tratti tre videogiochi, un MMORPG Battle Rondo and Diorama Studio, il cui servizio è cessato nel 2011 e Busō Shinki Battle Masters per PlayStation Portable, a cui è seguito un sequel nel 2011 Busō Shinki Battle Masters Mk. 2. Nel 2011 la Kinema Citrus ha prodotto un OAV Busō Shinki Moon Angel, a cui nel 2012 è seguita una serie televisiva anime intitolata semplicemente Busō Shinki.